# Centerville (Nowy Jork)
Centerville – miasto w Stanach Zjednoczonych, w stanie Nowy Jork, w hrabstwie Allegany.